# Biblioteca Cervantina
Biblioteca Cervantina, también conocida como biblioteca Miguel de Cervantes, es una biblioteca ubicada en el campus principal del Instituto Tecnológico y de Estudios Superiores de Monterrey en la ciudad de Monterrey, Nuevo León, México. La biblioteca cuenta con aproximadamente 130 000 ejemplares en su colección; su acervo bibliográfico relacionado con historia y cultura de México es la segunda colección más grande de América sobre ese tema. También custodia una serie de fotografías que cubren la historia de México y Monterrey durante los siglos XIX y XX. La biblioteca trabaja en digitalizar su colección y subirla a Internet desde 1998.

## Historia
La biblioteca se formó principalmente a base de donaciones personales y privadas de colecciones de libros, documentos, fotografías y otros materiales al Instituto Tecnológico y de Estudios Superiores de Monterrey (ITESM). Los primeros ejemplares llegaron poco después de que se estableció la institución en 1943. Inicialmente fueron simplemente almacenados en el campus Monterrey. Esto cambió en 1954, cuando el fundador del ITESM, Eugenio Garza Sada, se encontraba en la biblioteca general y preguntó al director, Eugenio del Hoyo, qué hacía desempacando una serie de cajas que contenían los manuscritos del siglo XVI al siglo XVIII. Del Hoyo respondió: «Estoy descubriendo tesoros». Garza Sada decidió que estos documentos, eventualmente conocidos como «Colección Conway», merecían un espacio propio y se movieron al segundo piso del edificio administrativo principal de la institución.
Del Hoyo se convirtió en el primer director de la nueva colección/biblioteca y se mantuvo en el puesto hasta 1979. El nombre de la biblioteca viene de una de sus primeras donaciones que fue de alrededor de 1000 copias de Don Quijote, donadas por un empresario de Monterrey. La recién creada biblioteca continuaría recibiendo donaciones. El escritor e historiador,  Ricardo Elizondo Elizondo dirigió la biblioteca durante 32 años hasta su jubilación en 2011. Durante su mandato la biblioteca triplicó sus ejemplares y comenzó a integrar archivos especializados de fotografías, mapas y piezas arqueológicas. También inició el largo proceso de catalogar las donaciones, que ha revelado la existencia de singulares libros del siglo XVI y algunos publicados antes de 1501.
El espacio original en el edificio administrativo fue asignado sin imaginar el crecimiento de la colección, lo que originó que diferentes elementos de la misma fueran almacenados en otros edificios del campus e incluso en distintos campus del ITESM. Elizondo comentó que llamarle Biblioteca Cervantina era erróneo, porque la biblioteca contenía recursos que excedían la obra de Cervantes. Además de incrementar las pertenencias físicas de la biblioteca, Elizondo trabajó para promover el conocimiento y acceso a las colecciones y formó parte del comité mexicano de la UNESCO para el programa «Memoria del Mundo», con el propósito de proponer la inclusión de algunas colecciones. Su esfuerzo resultó en dos colecciones aceptadas, la primera fue un proyecto de digitalización en conjunto con la Universidad Nacional Autónoma de México, llamado «Primeros Libros», que incluía una serie de libros del siglo XVI en formato electrónico.
Daniel Sanabria fue el tercer director y recibió el nombramiento en 2011. Durante su gestión se aceptó una segunda colección de la biblioteca para formar parte del programa «Memoria del Mundo», un archivo fotográfico de trabajos realizados por el arquitecto Mario Pani Darqui. Este archivo documenta 40 años de su carrera. Sanabria renunció a la dirección por desacuerdos respecto a nuevos espacios de biblioteca y otros problemas relacionados con el cuidado de la colección en 2017.
La biblioteca continúa promoviendo sus recursos y colaborando con instituciones externas, como la fundación responsable de la Biblioteca Virtual Miguel de Cervantes (de la Universidad de Alicante en España), la Biblioteca Virtual de las Letras Mexicanas, el Sistema Nacional de Fototecas (SINAFO) y la Red Abierta de Bibliotecas Digitales (RABID). Además es miembro de la Asociación Mexicana de Archivos y Bibliotecas Privados, A.C. La falta de espacio sigue siendo un problema.

## Las colecciones
Se estima que el número total de piezas en la colección de la biblioteca ronda los 130 000, pero la cifra exacta se desconoce, ya que siguen catalogándose antiguas donaciones. Alrededor de la mitad de los elementos tienen relación con la historia y la cultura mexicana, una cuarta parte con lenguaje y literatura y el resto con diversas disciplinas como medicina, registros de viaje, arquitectura y arte. El acervo relacionado con la historia mexicana es el segundo más grande después del material custodiado por la Universidad de Texas en Austin. La propiedad de la biblioteca se compone de colecciones donadas por instituciones y personas e incluye libros antiguos y raros, documentos, fotografías, microfilmes, mapas, piezas arqueológicas y objetos coloniales de forja.
Las piezas más antiguas incluyen ocho libros impresos antes de 1501 (incunables) y 85 impresos en México en el siglo XVI. El libro impreso más antiguo es uno que se publicó en Venecia en 1490 y el manuscrito más antiguo data de 1452. Los ocho incunables son Historia de Florencia (1476), Libro de los Salmos (1478), Sermones Roberti de Licio de Laudibus Sanctorum (1490), Comentarios a Santo Tomás (1492), Segunda Carta de Colón (1494), Adagios de Erasmo de Róterdam (1500) y Comiença la contienda del cuerpo y alma (1500). Comiença se descubrió durante el proceso de catalogación en 2010, se trata del último poema medieval escrito en español por Antón López de Meta y la única copia conocida.
Otros elementos importantes de la colección incluyen el primer misal publicado en América (1576); un libro acerca de la Pasión de Cristo en lengua purépecha (pre-1800), que fue salvado de una parroquia local durante la erupción del volcán Paricutín; uno relacionado con la elección presidencial de 1910, firmado por su autor Francisco I. Madero; y 80 trabajos originales de Juan de Palafox y Mendoza, la segunda colección más importante de este autor después de la custodiada por la Biblioteca Palafoxiana en Puebla. También hay un número importante de libros de la época colonial en varias lenguas indígenas de México, así como libros en distintos idiomas europeos e incluso algunos de Asia. La «Colección Guajardo» tiene 500 trabajos escritos por extranjeros que vivieron en México durante el periodo colonial. Las piezas arqueológicas fueron donadas por el Grupo Lamosa, junto con 258 piezas de objetos coloniales de forja, la mayoría son de la cultura mexica y casi todas del centro y sur del país.
La colección de microfilmes contiene unos 2000 rollos, la mayor parte son grabaciones civiles y de las iglesias de cincuenta comunidades del noreste de México, especialmente de Nuevo León, Coahuila y Zacatecas. Parte de la Colección fotográfica Sandoval-Lagrange está en estos microfilmes, así como en grabaciones de estudiantes del ITESM que datan de 1943 a 1972. Hay cuarenta y siete colecciones diferentes en la biblioteca, casi todas organizadas por donante. La Colección Conway, una de las primeras donaciones a la biblioteca, consta de más de 5000 volúmenes en español e inglés, además de 20 000 manuscritos de los siglos XVI a XVIII. Los ejemplares en inglés incluyen The Americas y Annual Reports of Bureau of Ethnology, así como escritos del irlandés Guillen de Lampart, quien vivió en México y fue ejecutado en el país en 1659. Los manuscritos datan desde la conquista hasta el porfiriato. El libro más antiguo de la biblioteca también forma parte de esta colección.
La «Colección Cervantina», que da origen al nombre de la biblioteca, consiste en más de 1000 copias de Don Quijote en diversos idiomas y de diferentes épocas, donados por el empresario regiomontano Carlos Prieto. Los idiomas de las obras incluyen inglés, francés, alemán, italiano, catalán, portugués, holandés, hebreo, latín, coreano y mongol. También incluye una versión publicada en Bruselas que data de 1607, una de Milán de 1610 y una de 1957 con ilustraciones de Salvador Dalí. La «Colección Salvador Ugarte» es una de las más valiosas de México, contiene trabajos impresos en el país en el siglo XVI, que incluyen una de las más grandes colecciones de trabajos escritos en lenguas indígenas de aquella época, que se compone de alrededor de 700 piezas. También incluye la Segunda Carta de Cristóbal Colón que data de 1494 y la única colección completa de la Gazeta de México de 1722 a 1822.

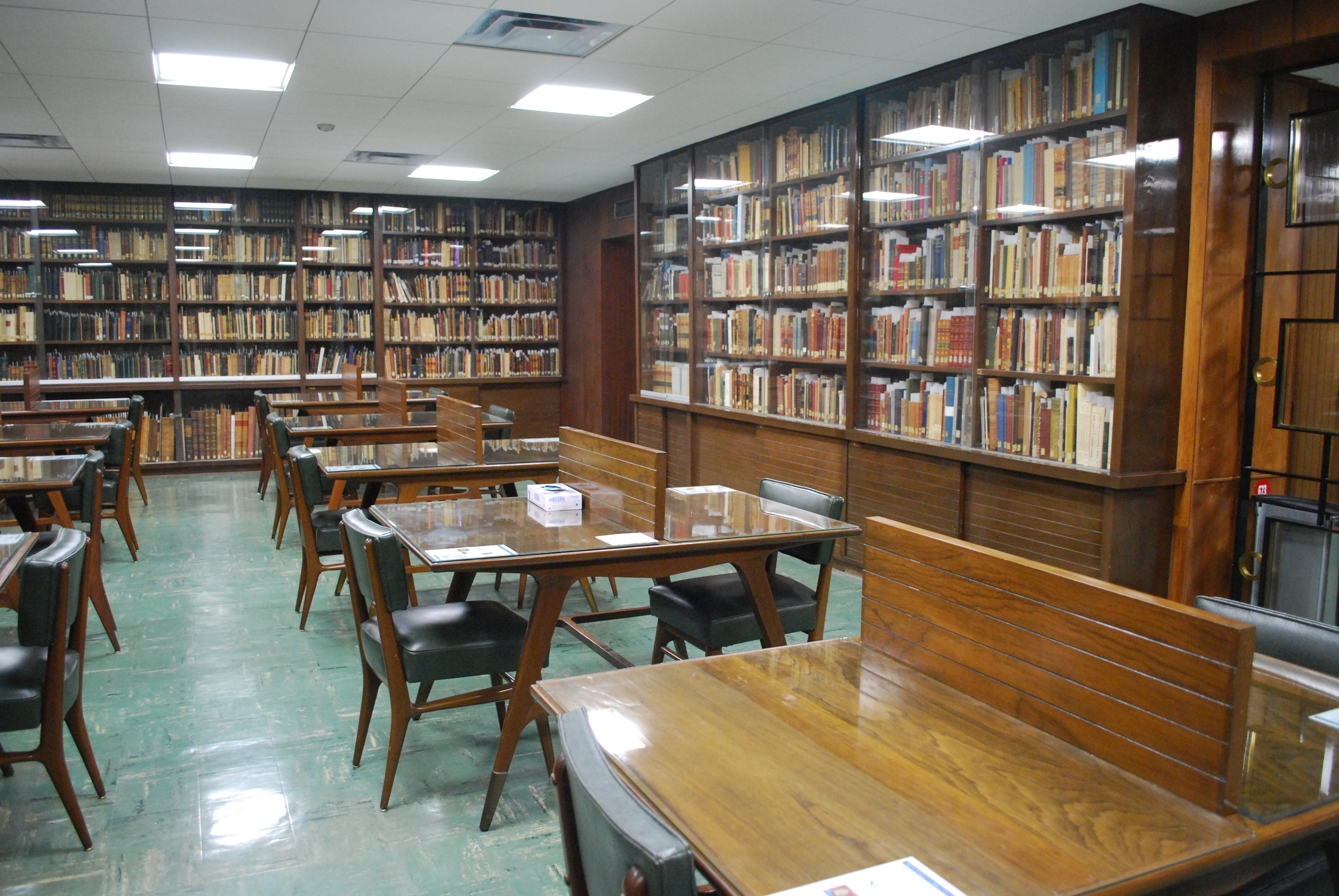
Sala de lectura

Los 45 000 volúmenes que componen la «Colección Ignacio Bernal» fueron donados a la biblioteca por el Grupo Cemex. Esta colección de trabajos sobre historia y cultura de México convirtieron a la Biblioteca Cervantina en la segunda más grande en toda América en cuanto a la cantidad de obras relacionadas con ese tema. La colección fue reunida por el doctor Ignacio Bernal durante más de 60 años, comenzando con libros heredados por sus abuelos y bisabuelos, contiene códices, historias originales y otros documentos de diversos periodos de la historia de México y algunos de Centroamérica. Los trabajos de la época colonial son principalmente de tipo religioso, pero también incluye de historia, registros de viaje y literatura.
La «Colección Augustín Basave» contiene alrededor de 2000 documentos históricos y 700 fotografías, incluyendo autógrafos de celebridades como Judy Garland y Elizabeth Taylor. La «Colección Pedro Robredo» consta de más de 6000 volúmenes de historia, 100 de ellos son manuscritos. También incluye una colección completa de las Actas de Cabildo de la Ciudad de México de 1524 a 1903. La «Colección Alonso Junco» se compone de alrededor de 5000 trabajos, la mayoría de literatura mexicana.
Las colecciones fotográficas incluyen la Agustín Basave, la Conde-Zambrano, la Alberto Flores, la  Desiderio Lagrange, la Jesús R. Sandoval, la Aureliano Tapia, la Tecnológico (Campus Monterrey), la Isauro Villarreal y la Mario Pani. La «Colección Agustín Basave» consiste en 750 impresiones de imágenes de celebridades del siglo XX, tomadas por fotógrafos de todo el mundo; originalmente perteneció al fundador del periódico El Norte de la ciudad de Monterrey y fue donada a la biblioteca en 1970. La «Colección Conde-Zambrano» consiste en fotografías de estudio de varios fotógrafos reconocidos de México, Estados Unidos y Europa, se compone de 3500 fotografías dispuestas en 34 álbumes, la mayoría data de 1860 a 1890 y son retratos de personas y eventos relacionados con la alta sociedad de México. Incluye un álbum con el sello imperial con más de 600 fotos del emperador Maximiliano y su esposa Carlota y otro con una tapa de nácar que contiene imágenes de Benito Juárez y Porfirio Díaz. La colección fue acumulada por Ignacio Conde y donada por Lorenzo Zambrano.
La «Colección Alberto Flores Varela» perteneció al fotógrafo homónimo que estuvo activo de 1916 a 1996 y el tema principal de su trabajo es litúrgico, con imágenes de iglesias y el clero alrededor del área de Monterrey, fue donada por su autor en 1998. La «Colección Desiderio Lagrange» contiene fotografías tomadas por él mismo y su hermano Alfonso, la mayoría de la ciudad de Monterrey, su gente y lugares aledaños, la mayor parte datan de cerca de 1870, aunque hay algunas de hasta 1910. Fue adquirida por la institución en 1963, junto con la «Colección Jesús R. Sandoval»; esta última perteneció al fotógrafo profesional del mismo nombre hasta su muerte en 1951. Las fotografías fueron donadas junto con las de Desiderio Lagrange y hacen un total de 4000 impresiones y 38 000 negativos. La mayoría son de 1896 a 1940 y casi todas son de estudio.
La «Colección Aureliano Tapia Méndez» contiene poco más de 1000 fotografías tomadas por el sacerdote y otras personas, la mayoría presentan la vida religiosa en Monterrey de 1920 hasta tiempos recientes. La «Colección Tecnológico, Campus Monterrey» está formada de los archivos del campus principal del ITESM, con trabajos de varios fotógrafos, y consta de más de 2000 impresiones y sigue creciendo, la mayoría son de 1943 a 1985. El archivo es resultado de pequeñas donaciones. La «Colección Isauro Villareal García» contiene trabajos del empresario y fotógrafo amateur del mismo nombre, consiste de 712 impresiones y 90 negativos, la mayoría enfocadas al paisaje urbano y rural de Monterrey, así como a la vida familiar local.
La «Colección Mario Pani Darqui» está relacionada con la obra de Mario Pani, uno de los arquitectos más famosos de México, y está registrada en la «Memoria del Mundo» de la UNESCO. La colección contiene 2900 fotografías en papel, que incluyen las tomadas por Arturo Pani, el padre del arquitecto, y por el fotógrafo Guillermo Zamora; 1400 fotografías de otros medios; 1000 negativos; 56 planos y dibujos arquitectónicos; 14 libros de recortes de periódico; y 13 filmes de 16mm. En ella se documenta la carrera del arquitecto de 1911 a 1993, la mayor parte de los trabajo van de 1934 a 1964. Fue adquirida por la biblioteca por medio de la hija de Pani en 2012.

## Sitios

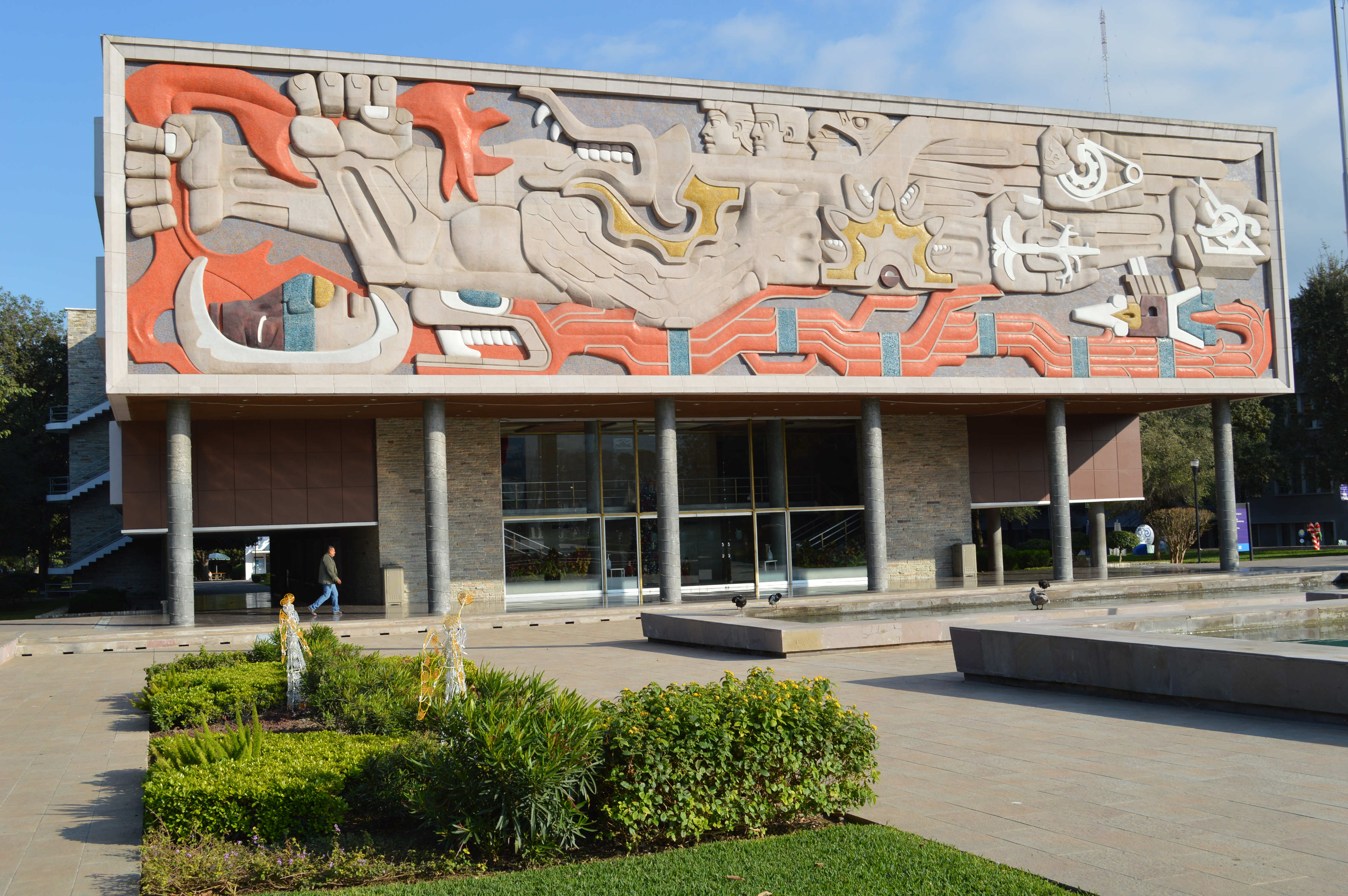
Edificio principal de administración que es la casa tradicional de la colección.

Desde sus inicios en 1954 hasta tiempos recientes, el acervo de la Biblioteca Cervantina permanece en el segundo piso de la administración principal del campus Monterrey. La intención original era conservar la colección completa en un solo espacio, pero no se tomó en cuenta el crecimiento de la misma con nuevas donaciones. Hoy, la mayoría de las posesiones de la biblioteca están en otros lugares del campus Monterrey e incluso en otros campus, incluyendo las colecciones de fotografía y mapas así como la Colección Ignacio Bernal.
En mayo de 2017, el campus Monterrey abrió un nuevo edificio de biblioteca con una sección para la Biblioteca Cervantina, pero este cambio resultó controversial. El director Daniel Sanabria se fue ese mismo año por desacuerdos relacionados con el espacio y almacenamiento de las colecciones. Hay planes de mover por lo menos algunas cosas de la colección, pero las autoridades académicas insisten en que el espacio tradicional en el edificio de administración continuará siendo la Biblioteca Cervantina.

## Proyectos y eventos
La biblioteca ofrece conferencias, exhibiciones y eventos de arte relacionados con sus posesiones. En los últimos tiempos los esfuerzos se han centrado en la utilización de la tecnología moderna para preservar y promover la colección, por ejemplo, la digitalización comenzó en 1998. El auge del Internet dio pie a este tipo de impulsos, como cuando la biblioteca registró un declive en los visitantes y buscaba la forma de hacer la colección accesible a más personas. La biblioteca recibe alrededor de 1800 visitas por mes, la mayoría de los Estados Unidos, México y China, las visitas incluyen a investigadores, estudiantes graduados y periodistas. La mayoría de los visitantes de China son estudiantes de español.
Se han digitalizado muchos de los documentos más antiguos de la biblioteca; una colección de licencias de matrimonio, registros de bautismo y registros criminales para propósitos de genealogía; y muchos otros relacionados con las lenguas indígenas de México. La primera colección completa en ser digitalizada fue la del arquitecto Mario Pani, con casi 8000 imágenes. El ITESM produjo su primer libro multimedia en CD-ROM en 1999, se tituló Una navegación cervantina; seguido de Presentación de la Fototeca del Tecnológico de Monterrey en 2002 y Colección Cervantina en 2005.